# Shimpo Matayoshi
Shimpo Matayoshi (1921/1922-1997) foi um mestre de artes marciais, especialista em Cobudô.